# Grand Hotel, Jönköping
Grand Hotel är ett svenskt hotell i Jönköping, som öppnade 1905. Grand Hotel ritades av August Atterström, dåvarande Jönköpings stadsarkitekt och står vid Hovrättstorget som har Jönköpings äldsta ännu stående bebyggelsen. Byggnaden är idag K-märkt och utöver hotellet huserar Jönköpings teater.
I slutet av 2024 såldes hotellet till entreprenörer som driver flera Best Western hotell i Småland.